# Кућа Лужанина
Кућа Лужанина у Миоковцима, Град Чачак, подигнута је 1856. године и представља непокретно културно добро као споменик културе од  великог значаја.

## Историјат и изглед
Конак је подигао Лазар Лужанин кмет Миоковачки са двојицом браће, Алексијем и Јевремом, својим трудом и трошком 1856. године, како пише у тексту уклесаном у лучни довратник подрумских врата.
На благо косом терену, са подрумом испод целе куће и доксатом дуж јужне фасаде преко којег се улази у кућу, четворосливног крова покривеног ћерамидом јако испуштене стрехе над доксатом, конак Лужанина грађен је у бондручној конструкцији, зидова испуњених ситним каменом, над подрумом од ломљеног камена притесаног по угловима. Као кућа имућне и јаке задружне породице чији је старешина био учесник Светоандрејске скупштине, конак Лужанина, грађен са идејом угледања на градске конаке, спада међу најразвијеније сеоске куће из половине 19. века. Сведочећи о стамбеној култури села тога доба, конак Лужанина улогом свог власника у политичким збивањима добија и шири значај.
Конзерваторски радови на фасади и измена кровног покривача извршени су 1978. године.